# Liste der Biografien/Fux
Liste der Biografien |
Portal Biografien |
Personensuche
# |
A |
B |
C |
D |
E |
F |
G |
H |
I |
J |
K |
L |
M |
N |
O |
P |
Q |
R |
S |
T |
U |
V |
W |
X |
Y |
Z |
?
 
Fa |
Fe |
Ff |
Fh |
Fi |
Fj |
Fk |
Fl |
Fm |
Fn |
Fo |
Fr |
Ft |
Fu |
Fy
 
Fua |
Fub |
Fuc |
Fud |
Fue |
Fuf |
Fug |
Fuh |
Fui |
Fuj |
Fuk |
Ful |
Fum |
Fun |
Fuo |
Fuq |
Fur |
Fus |
Fut |
Fuw |
Fux |
Fuy |
Fuz
Die Liste der Biografien führt alle Personen auf, die in der deutschsprachigen Wikipedia einen Artikel haben. Dieses ist eine Teilliste mit 16 Einträgen von Personen, deren Namen mit den Buchstaben „Fux“ beginnt.

## Fux
- Fux, Adolf (1901–1974), Schweizer Politiker und Schriftsteller
- Fux, Andreas (* 1964), deutscher Fotograf
- Fux, Anton (1923–1991), österreichischer Politiker (SPÖ), Landtagsabgeordneter
- Fux, Christiane (* 1966), deutsche Journalistin und Kriminalschriftstellerin
- Fux, Franz (1882–1967), deutscher Landrat
- Fux, Franz (1927–2009), österreichischer Landwirt, Autor und Politiker (SPÖ), Abgeordneter zum Nationalrat
- Fux, Hanns Georg († 1706), Bildhauer und Elfenbeinschnitzer in Straubing
- Fux, Herbert (1927–2007), österreichischer Schauspieler und Politiker, Abgeordneter zum NationalratHerbert Fux (1927–2007)

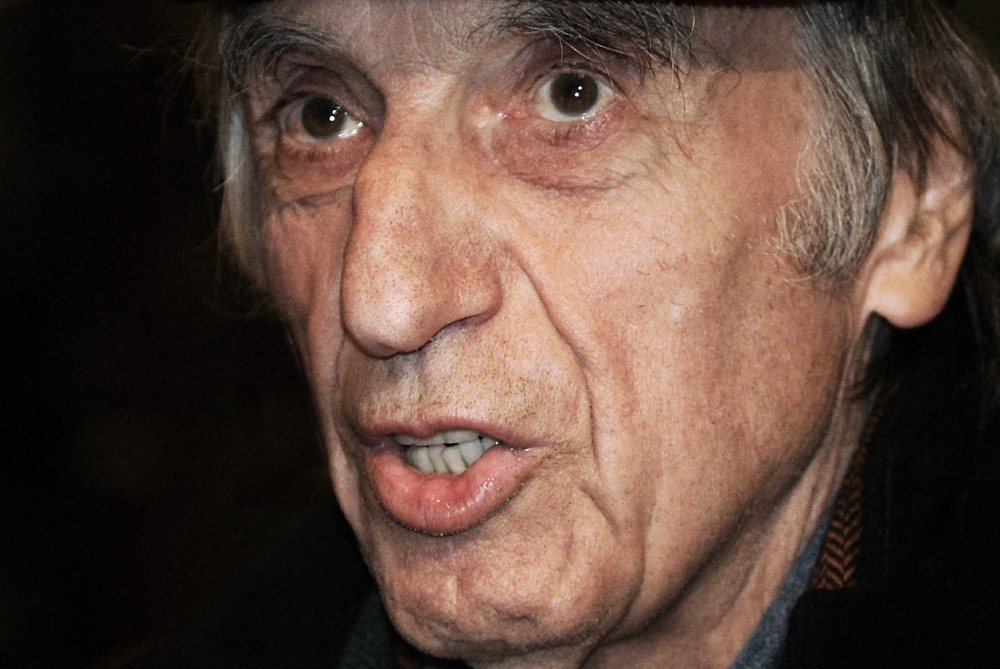
Herbert Fux (1927–2007)

- Fux, Hugo (1844–1907), mährischer Jurist und Politiker
- Fux, Ildefons Manfred (* 1939), österreichischer Benediktiner
- Fux, Johann (1832–1882), österreichischer und mährischer Parlamentarier sowie Kommunalbeamter der Stadt Znaim
- Fux, Johann Georg († 1738), deutscher Orgelbauer
- Fux, Johann Joseph († 1741), österreichischer Komponist
- Fux, Josef (1841–1904), österreichischer Genremaler und Bühnenbildner
- Fux, Pierre-Yves (* 1967), Schweizer Diplomat
- Fux, Reichardt (1654–1699), österreichischer Steinmetzmeister des Barock, Richter in Kaisersteinbruch